# Possessed (téléfilm, 2000)
Pour les articles homonymes, voir Possessed.
Possessed (ou Exorcism lors de sa sortie DVD française) est un téléfilm américain réalisé par Steven E. de Souza, diffusé en 2000.

## Synopsis
Robbie, un enfant souffre-douleur de ses camarades de classe, se retrouve possédé par un diable. Sa mère fait donc appel à un exorciste, le père William Bowden.

## Fiche technique
- Titre : Possessed
- Titre DVD : Exorcism
- Réalisation : Steven E. de Souza
- Scénario : Michael Lazarou et Steven E. de Souza, d'après le livre Possessed: The True Story of an Exorcism, de Thomas B. Allen
- Production : Barbara Title
- Musique : John Frizzell
- Photographie : Edward J. Pei
- Montage : Anthony Redman
- Décors : John Dondertman
- Costumes : Michael Harris
- Pays d'origine : États-Unis
- Format : Couleurs - 1,33:1 - Stéréo - 35 mm
- Genre : Horreur, fantastique
- Durée : 106 minutes
- Date de diffusion : 22 octobre 2000 (États-Unis)

## Distribution
- Timothy Dalton : le père William Bowden
- Henry Czerny : (VF : Gérard Malabat) le père Raymond McBride
- Jonathan Malen (VF : Brigitte Lecordier) : Robbie Mannheim
- Michael Rhoades : Karl Mannheim
- Shannon Lawson (VF : Hélène Chanson) : Phyllis Mannheim
- Christopher Plummer : Archbishop Hume
- Michael McLachlan : Halloran
- Richard Waugh : le révérend Eckhardt
- Deborah Drakeford : Mme Eckhardt
- Piper Laurie : tante Hanna
- Brad Borbridge : le soldat allemand
- Robert Tinkler : le soldat américain
- Scott Wickware : le policier raciste
- Jefferson Mappin : le prisionnier
- Nicholas Pasco : le gardien de prison

## Autour du film
- Le tournage s'est déroulé du 4 octobre au 11 novembre 1999 à Toronto, au Canada.
- Le film se base sur l'histoire vraie des pères William S. Bowdern et Walter Halloran, qui ont tous deux pratiqué des exorcismes, dont l'écrivain américain William Peter Blatty s'inspira pour son roman L'Exorciste (1971).

## Distinctions
- Nomination au Young Artist Award du meilleur jeune acteur dans un téléfilm pour Jonathan Malen en 2001.